# Talmud babilonese
1. Zugot
2. Tannaim
3. Amoraim
4. Savoraim
5. Gaonim
6. Rishonim
7. Acharonim

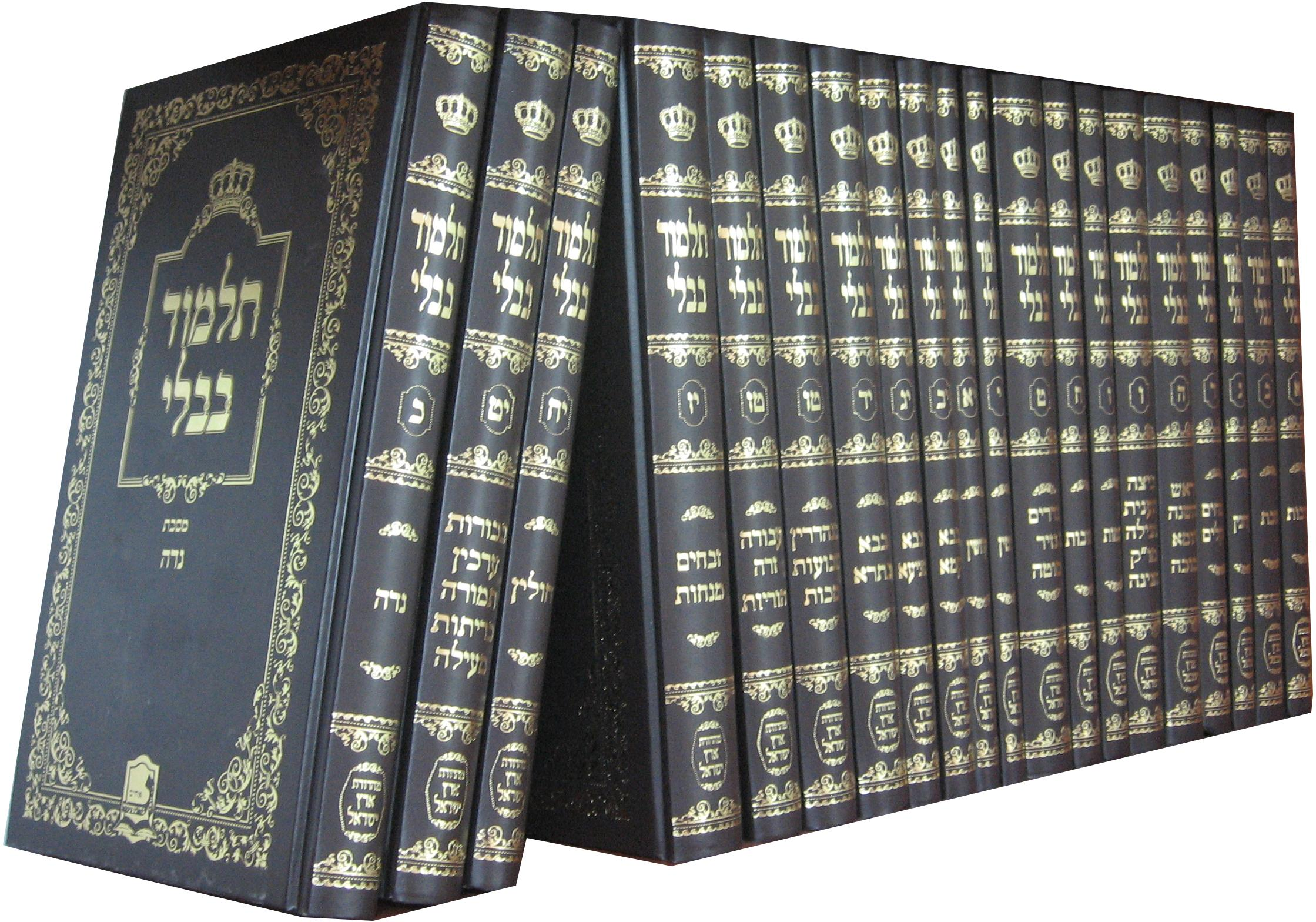
Serie completa di volumi del Talmud babilonese

Il Talmud babilonese detto anche Talmud Bavlì, sigla TB, è un talmud redatto nelle accademie rabbiniche (Yeshivot) della Mesopotamia, tra il III e il V secolo. Le principali accademie furono quelle con sede a Sura, Pumbedita, Nehardea, Machoza, Mata Mechasya e Naresh. La stesura di questo testo iniziò con Rav fondatore della yeshiva di Sura, prima accademia della Mesopotamia, e terminò con Ravina II nel 499.
Quando si parla di Talmud, senza altre indicazioni, si fa riferimento a questo testo. Oppure si specifica con l'indicazione per distinguerlo dal Talmud di Gerusalemme detto anche Talmud Yerushalmi o TJ, redatto a Tiberiade e a Cesarea, che si occupa di argomenti diversi e per alcuni meno dettagliatamente di quello babilonese. Il secondo è considerato più rigoroso e attento da un punto di vista redazionale, il primo più vecchio ma più frettoloso e in qualche modo, indipendentemente da una possibile cronologia, sorta di aggiunta o figliastro del TB.
Gli argomenti discussi si sviluppano con una terminologia rigorosa che distingue vari generi di domanda, dalla più semplice alla più complessa e problematica: ossia qushià (difficoltà), tejuvtà (refutazione), rumjà (obiezione che rivela una contraddizione), pirkhà (obiezione logica). Il lavoro redazionale  parte dalle discussioni nella jeshivà (scuola rabbinica), spesso tenute da anonimi o da discepoli di famosi maestri ebrei.
Il Bavli comprende la Mishnah e la Ghemara babilonese, quest'ultima a rappresentare il culmine di oltre 300 anni di analisi della Mishnah nelle accademie talmudiche di Babilonia. I fondamenti di tale processo di analisi furono espressi da Abba Arika, un discepolo di Giuda il Principe. La tradizione attribuisce la compilazione del Talmud babilonese nella sua forma attuale a due saggi babilonesi, Rav Ashi e Ravina II. Rav Ashi era presidente dell'Accademia di Sura Academy negli anni 375-427. L'opera iniziata da Rav Ashi fu completata da Ravina, che viene tradizionalmente considerato l'esegeta ultimo degli Amoraim. Di conseguenza, i tradizionalisti asseriscono che la morte di Ravina nel 499 sia la data finale del completamento della redazione talmudica.  Tuttavia, anche l'interpretazione più tradizionale considera alcuni brani opera di un gruppo di rabbini che editarono il Talmud dopo la fine del periodo amoraico – costoro sono noti col titolo di Savoraim o Rabbanan Savora`e (che significa "ragionatori" o "consideratori").
La questione di quando la Ghemara sia stata finalmente consolidata nella sua forma corrente è tuttora dibattuta tra studiosi moderni. Alcuni, come Louis Jacobs, sostengono che il corpo principale della Ghemara non sia un semplice reportage di conversazioni, come si afferma sia, bensì una struttura altamente elaborata congegnata dai Savoraim, che devono quindi essere considerati i veri autori. Secondo tale opinione, il testo non raggiunse la sua forma finale fino al 700 circa. Alcuni esegeti moderni usano il termine Stammaim (dall'ebraico Stam, che significa "chiuso", "vago" o "non attribuito") con riferimento agli autori di affermazioni non attribuite.

## Struttura
La struttura del Bavli segue la Mishnah con i suoi 6 sedarìm (ordini):
- 1. Séder Zeraìm (ordine delle sementa), in 11 trattati (di cui uno solo commentato nel TB)
- 2. Séder Moèd (ordine delle festività), in 12 trattati
- 3. Séder Nashìm (ordine delle donne), in 7 trattati
- 4. Neziqìn (danni) o Séder Jehuòth (ordine dei salvataggi), in 10 trattati
- 5. Qodashìm (cose sacre), in 11 trattati
- 6. Séder Teharòth (ordine delle cose pure), in 12 trattati (di cui uno solo commentato nel TB).[5]

Quindi, in totale, con qualche piccola differenza tra le edizioni, la Mishnah è composta di 63 trattati di 517 capitoli, di cui 36 commentati nel TB e 39 nel TJ (parte cosiddetta Ghemarah). Nelle versioni a stampa del TB questa parte è poi circondata dal commento di Rashi e, laddove raramente lasciato incompiuto, del nipote e del genero, oltre a una colonna di commenti dei cosiddetti Tosafot (discepoli e studenti di Rashi). Secondo le edizioni, possono esserci anche altri commenti aggiunti e distinti da questi.
Si è sostenuto che per i trattati "minori" ci fosse un settimo ordine chiamato probabilmente Séder Chokhmà (ordine della sapienza).
Scopo del Talmud è lo studio della Torah, in cui è contenuto tutto il mondo e tutti gli argomenti di studio sul mondo.

### Trattati
I trattati del Séder Zeraìm riguardano l'agricoltura e  il pagamento delle decime all'interno della comunità:
- Berakhòth (benedizioni), commentato nel TB in 64 capitoli, e nel TJ in 68 capitoli
- Peà (angolo del campo), commentato nel solo TJ in 37 capitoli
- Demài (dubbi sui prelevamenti delle decime), commentato nel solo TJ in 34 capitoli
- Kilàim (mescolanze), commentato nel solo TJ in 44 capitoli
- Sheviìth (anno sabbatico), commentato nel solo TJ in 31 capitoli
- Terumòth (offerte ai sacerdoti), commentato nel solo TJ in 59 capitoli
- Maasseròth (pagamento di decime ai leviti e ai poveri), commentato nel solo TJ in 26 capitoli
- Maassèr shenì (regole della seconda decima), commentato nel solo TJ in 33 capitoli
- Challà (prelevamenti dell'impasto), commentato nel solo TJ in 28 capitoli
- Orlà (frutti degli alberi "incirconcisi"), commentato nel solo TJ in 20 capitoli
- Bikkurìm (primizie), commentato nel solo TJ in 13 capitoli

I trattati del Séder Moèd riguardano il sabato e le altre feste del calendario ebraico:
- Shabbàth (sabato), commentato nel TB in 157 capitoli e nel TJ in 92 capitoli
- Eruvìn (mescolanze), commentato nel TB in 105 capitoli e nel TJ in 65 capitoli
- Pessachìm (sacrifici pasquali), commentato nel TB in 121 capitoli e nel TJ in 71 capitoli
- Sheqalìm (shéqel versato), commentato nel solo TJ in 33 capitoli
- Jomà (il giorno), commentato nel TB in 88 capitoli e nel TJ in 42 capitoli
- Sukkà (capanna), commentato nel TB in 56 capitoli e nel TJ in 26 capitoli
- Betzà (uovo), commentato nel TB in 40 capitoli e nel TJ in 22 capitoli
- Rosh ha-Shanà (capodanno), commentato nel TB in 35 capitoli e nel TJ in 22 capitoli
- Taanìth (digiuno), commentato nel TB in 31 capitoli e nel TJ in 26 capitoli
- Megillà (rotolo), commentato nel TB in 32 capitoli e nel TJ in 34 capitoli
- Moèd Qatàn (festa minore), commentato nel TB in 29 capitoli e nel TJ in 19 capitoli
- Chachigà (sacrificio festivo), commentato nel TB in 27 capitoli e nel TJ in 22 capitoli

I trattati del Séder Nashìm hanno a che fare con le regole del matrimonio e il diritto di famiglia. Essi sono:
- Jevamòth (cognate), commentato nel TB in 122 capitoli e nel TJ in 85 capitoli
- Ketubòth (contratti matrimoniali), commentato nel TB in 112 capitoli e nel TJ in 72 capitoli
- Nedarìm (voti e loro annullamento), commentato nel TB in 91 capitoli e nel TJ in 40 capitoli
- Nazìr (nazireato), commentato nel TB in 66 capitoli e nel TJ in 47 capitoli
- Sotà (adulterio), commentato nel TB in 49 capitoli e nel TJ in 47 capitoli
- Ghittìn (libelli di ripudio), commentato nel TB in 90 capitoli e nel TJ in 54 capitoli
- Qiddushìn (fidanzamenti), commentato nel TB in 82 capitoli e nel TJ in 48 capitoli

I trattati del Séder Neziqìm riguardano il diritto civile e penale:
- Bavà Qammà (prima porta), commentato nel TB in 119 capitoli e nel TJ in 44 capitoli
- Bavà Metzià (porta mediana), commentato nel TB in 119 capitoli e nel TJ in 37 capitoli
- Bavà Batrà (ultima porta), commentato nel TB in 176 capitoli e nel TJ in 34 capitoli
- Sanhedrìn (sinedrio), commentato nel TB in 113 capitoli e nel TJ in 57 capitoli
- Makkòth (fustigazioni), commentato nel TB in 24 capitoli e nel TJ in 9 capitoli
- Shevuòth (giuramenti), commentato nel TB in 49 capitoli e nel TJ in 44 capitoli
- Edujòth (testimonianze), non commentato né in TB né in TJ
- Avodà Zarà (idolatria), commentato nel TB in 76 capitoli e nel TJ in 37 capitoli
- Avòth (padri), non commentato né in TB né in TJ
- Horajòth (decisioni), commentato nel TB in 14 capitoli e nel TJ in 19 capitoli

I trattati del Séder Qodashìm riguardano i sacrifici e il servizio sacro nel Tempio. Essi sono:
- Zevachìm (sacrifici animali), commentato nel solo TB in 120 capitoli
- Menachòth (offerte farinacee), commentato nel solo TB in 110 capitoli
- Chullìn (cose profane), commentato nel solo TB in 142 capitoli
- Bechoròth (primogeniti degli animali), commentato nel solo TB in 61 capitoli
- Arachìn (valutazioni), commentato nel solo TB in 34 capitoli
- Temurà (regole per la sostituzione), commentato nel solo TB in 34 capitoli
- Keritòth (punizione dei peccati), commentato nel solo TB in 28 capitoli
- Meilà (furto sacrilego), commentato nel solo TB in 22 capitoli
- Tamìd (sacrificio quotidiano), commentato nel solo TB in 8 capitoli
- Middòth (misure), non commentato né in TB né in TJ
- Qinnìm (nidi di volatili), non commentato né in TB né in TJ

I trattati del Séder Teharòth riguardano la purità e l'impurità rituale:
- Kelìm (utensili), non commentato né in TB né in TJ
- Ohalòth (tende), non commentato né in TB né in TJ
- Negaìm (purificazione delle piaghe), non commentato né in TB né in TJ
- Parà (vacca), non commentato né in TB né in TJ
- Teharòth (cose pure), non commentato né in TB né in TJ
- Miqvaòth (bagni rituali), non commentato né in TB né in TJ
- Niddà (donna mestruata), commentato nel TB in 73 capitoli e nel TJ in 13 capitoli
- Makhshirìn (preparazioni), non commentato né in TB né in TJ
- Zavìm (impurità per emissioni patologiche), non commentato né in TB né in TJ
- Tevùl jom (immersione rituale di giorno), non commentato né in TB né in TJ
- Jadàin (lavaggio delle mani), non commentato né in TB né in TJ
- Uqtzìn (steli e gambi), non commentato né in TB né in TJ

Altri Massekhtòth (trattati) Qetanòth (minori) o Chitzoniòth (esterni) non sono trattati nel Talmud, ma generalmente pubblicati in appendice:
- Avòth deRabbi Nathàn (I padri secondo rabbi Nathan), in 41 capitoli
- Soferìm (scribi), in 21 capitoli
- Semachòth (lutti, ma letteralmente significa "cose liete"), in 14 capitoli
- Kallà (sposa), in 1 solo capitolo
- Kallà Rabbatì (grande trattato della sposa), in 10 capitoli
- Dérekh Éretz Rabbà (grande trattato del buon comportamento), in 11 capitoli
- Dérekh Éretz Zutà (piccolo trattato del buon comportamento), in 11 capitoli [di cui uno Péreq ha-shalòm, sulla pace]
- Gherìm (proseliti), in 4 capitoli
- Kutìm (samaritani), in 2 capitoli
- Avadìm (schiavi), in 3 capitoli
- Séfer Torah (rotolo della Torah), in 5 capitoli
- Tefillìn (filatteri), in 1 solo capitolo
- Tzitzìth (frangia rituale), in 1 solo capitolo
- Mezuzà (astuccio per lo stipite della porta), in 2 capitoli[5]